# Индексный фонд
Индексный фонд (англ. index fund или англ. index tracker) — вид паевого инвестиционного фонда или торгуемого на бирже фонда (англ. ETF), следующего индексной инвестиционной стратегии.
Понятие индексной инвестиционной стратегии было введено Д. Боглом и в изначальном понимании предполагает покупку всех доступных для инвестирования активов в долях пропорциональных их рыночной капитализации. Сам Богл упрощенно сравнивал индексную стратегию со «ставкой одновременно на всех лошадей в забеге». Фундаментальный анализ каждого актива при этом не производится, поскольку предполагается что рынок эффективен и цены всех активов являются справедливыми.
На современном этапе, однако, понятие индексного фонда и индексной стратегии зачастую используется настолько вольно, что фонды следующие весьма активным стратегиям могут заявляться как индексные.
Самый известный из индексных фондов, — «Vanguard 500 Index Fund», — действует на основе индекса S&P 500 и основан лично Д. Боглом.
С точки зрения инвестора, главное преимущество индексных фондов это максимальная простота стратегии, одним из следствий которой являются минимальные затраты на управление. Главным недостатком индексных фондов является слепое автоследование за рынком, в результате чего инвестор становится крайне уязвим для рыночных пузырей.
С точки зрения рынка в целом широкое распространение индексных фондов может представлять опасность для устойчивости финансовой системы, поскольку потенциально снижает эффективность формирования цен на финансовые инструменты и может способствовать образованию рыночных пузырей.

## Возникновение
24 мая 1967 Ричард Аллен Бич основал компанию Qualidex, Fund, Inc. В октябре 1970 г. компания была заявлена как фонд, основанный на индексе Доу-Джонс 30 (DJI 30). Соответствующая регистрация была получена 31 июля 1972. Это был первый в истории индексный фонд.
В 1975 Джон Богл основал индексный фонд Vanguard 500 Index Fund, основанный на индексе S&P 500 и создал первую соответствующую ценную бумагу. Начав со скромного объема активов в $11 млн, к концу 1999 г. фонд достиг объема в $100 миллиардов.

## Экономическая теория
В качестве основной предпосылки, оправдывающей создание индексных фондов экономисты называют гипотезу эффективного рынка (ГЭР). Гипотеза предполагает, что текущие цены акций отражают всю имеющуюся на рынке информацию. Постулируется также случайный и непредсказуемый характер изменения цены тех или иных акций. Таким образом в рамках этой модели, портфель акций, отражающий весь рынок в целом, является наиболее эффективным.
Следует заметить, что под эффективностью подразумевается получение максимально возможного коэффициента Шарпа, то есть расчетная ожидаемая доходность портфеля на единицу принятого риска. В рамках данной модели вполне допускается получение инвестором ожидаемой долгосрочной прибыли выше, чем прибыль рыночного портфеля, однако это возможно только путем принятия дополнительного риска.

## Преимущества

### Низкие затраты
Индексная стратегия предельно проста в реализации, поскольку анализ отдельных активов или эмитентов не производится. Необходимость в каком либо макроэкономическом анализе также отпадает. Это позволяет индексным фондам работать с минимальными комиссиями. Так например по состоянию на 2019 год индексные фонды акций США имели комиссии порядка 0.03 — 0,05 % в год. (например биржевые фонды VOO и ITOT).

### Простота управления
Поскольку от инвестора не требуется обладать никакими знаниями касательно фондового рынка, управление индексным портфелем сводится к чисто техническим вопросам.

### Низкие обороты
Под оборотом в данном случае понимается объем продажи и покупки ценных бумаг в единицу времени (скажем в год). Продажа ценных бумаг в некоторых странах облагается налогом на прирост капитала. Даже при отсутствии налогов, оборот влечет как явные и неявные издержки, снижающие прибыль. Поскольку в классическом индексном фонде веса отдельных активов определяются их рыночной капитализацией возникает эффект «автоподстройки» долей, когда плановая доля эмитента или актива растет и убывает вместе с ростом или падением его рыночной цены. По состоянию на 2019 год оборот активов индексных фондов акций США составлял порядка 4-5 % в год.
Следует обратить внимание, что данное утверждение является неверным для инвестиционных продуктов, в которых используются равновзвешенные индексы, поскольку такие фонды требуют регулярной ребалансировки для восстановления долей.
Также неверным это утверждение может оказаться для индексов, которые формируются на основе строгих инвестиционных критериев. Например, фонд дивидендных аристократов SPDR S&P Dividend ETF (SDY) имеет оборот активов порядка 20 % в год (на конец 2019 года).
Другим примером может служить фонд iShares MSCI Russia ETF , который, с формальной точки зрения, следует индексу MSCI Russia 25/50 Index и считается индексным продуктом, однако критерии, заложенные составителем индекса таковы, что из 665 эмитентов торгующихся на Московской бирже в индексе остается только 29 (все данные на сентябрь 2019 года). Оборот активов фонда также высок и составляет 32 % в год, 68 % активов фонда сконцентрировано в 10 наиболее крупных позициях. То есть данный фонд можно рассматривать как индексный только в очень расширенном смысле этого термина, и по характеристикам он по факту мало отличается от активно управляемого.

## Недостатки

### Уязвимость для рыночных пузырей
Поскольку в основе индексной стратегии находится предположение о эффективности рынка инвесторы индексных фондов становятся крайне уязвимы для рыночных пузырей. Примерами являются пузырь акций технологических компаний (так называемый пузырь доткомов) и пузырь акций Японских компаний конца 80-х годов XX века (так называемый японский финансовый пузырь).
Существует много исследований, доказывающих ограниченную рациональность рынков и, как следствие, уязвимость стратегий (в том числе индексных) и моделей, основанных на предположении об их полной эффективности.

### Общее влияние на рынок
Другая проблема связана с большим объемом денег, вовлеченных в сделки с индексами. Согласно теории, стоимость компании не должна меняться в результате включения в индекс или исключения из него. Однако на практике, включение в индекс приводит к увеличению стоимости компании и наоборот. Отслеживая менее популярные индексы, фонд может избежать подобных искажений.

## Диверсификация
Диверсификация означает количество различных ценных бумаг в Фонде. Фонды с большим количеством бумаг считается более диверсифицированным, чем фонд с меньшего количества ценных бумаг. Владение широким набором ценных бумаг снижает волатильность стоимости фонда за счет снижения влияния резких колебаний цен отдельных бумаг. Так, индекс Wilshire 5000 может считаться диверсифицированным, а индекс био-технологий — нет.
Поскольку некоторые индексы, такие как S&P 500 и FTSE 100 состоят, в основном из акций крупных компаний, индексный фонд, основанный на таких индексах будет иметь высокий процент акций нескольких крупных компаний. Такое положение означает снижение диверсификации и может привести к увеличению волатильности и инвестиционного риска.
Некоторые специалисты советуют стратегию инвестирования в каждый существующий инструмент пропорционально рыночной капитализации последнего, а именно, инвестиции в национальные ETF, пропорционально рыночной капитализации последних на соответствующем локальном рынке.

## Распределение активов
Распределение активов — это процесс формирования портфеля акций, облигаций и других типов активов высокой ликвидности в соответствии с отношением данного инвестора к риску, а также требованиям к прибыльности, объема собственного капитала и временного горизонта. Индексные фонды позволяют эффективно распределять активы с точки зрения налогообложения и получать при этом сбалансированные портфели.

## Оценки
Известный американский инвестор Уоррен Баффет называет долгосрочные вложения в индексные фонды одной из лучших инвестиционных стратегий. По мнению Баффета, успех индексных вложений объясняется тенденцией к долгосрочному росту экономики США и эффектом сложных процентов.